# Бонавенчър (лек крайцер, 1939)
Бонавенчър (на английски: HMS Bonaventure (31), от на английски: Bonaventure – „Бонавентура“) е лек крайцер на Британския Кралски флот, от времето на Втората световна война. Един от 11 крайцера на типа „Дидо“.
Поръчан е по програмата от 1937 г. на 21 март същата година и е заложен в корабостроителницата Scotts в Грийнок (Шотландия) на 30 август 1937 г. Крайцерът е спуснат на вода на 19 април 1939 г., ставайки десетия кораб носещ това име в британския флот. Влиза в строй на 24 май 1940 г.

## История на службата
След влизането си в строй до 19 юни 1940 г. преминава изпитания.
На 5 юли крайцерът тръгва на първия си поход, съвместно с линкора Revenge ескортирайки в Халифакс (Канада) лайнерите Sobieski, Monarch of Bermuda и Batory превозващи на борда злато. На 18 юли крайцера отплава от Халифакс, с отбиване на Бермудите, и в Скапа Флоу на Оркнейските острови. Още на 25 юли той пристъпва към службата си в състава на 15-та ескадра крайцери на Home Fleet.
На 21 август заедно с крайцера Coventry крайцерът излиза за съпровождение на атлантически конвой. След това през септември излиза в състава на флота към северозападните подходи и носи служба по прихващане на рейдери и подсигуряване на търговското корабоплаване.
На 16 октомври „Бонавенчър“ съвместно с еднотипния крайцер Naiad и разрушителите Brilliant, Electra, Maori и Sikh излиза като съпровождение на едва що влезлия в строй линеен кораб King George V, извършващ преход от Тайн към Розайт.
През ноември крайцерът е определен за служба в състава на Средиземноморския флот съвместно с 15-а ескадра крайцери. Въпреки това, на 6 ноември крайцерът продължава службата си на северните патрули, получавайки поради лошо време повреди по палубата. На 4 декември крайцерът влиза за ремонт в Розайт, с края на който е назначен в ескорта на войсковия конвой WS5A, плаващ от Великобритания за Северна Африка. В конвоя са включени четири съда, предназначени за Малта и Пирея, които се предполага да се преведат до местоназначението в рамките на операция Excess. На 18 декември конвоят отплава от порта. Заедно с него са корветите Clematis, Cyclamen, Geranium и Jonquil, които трябва да го съпровождат до Фрийтаун. На 25 декември „Бонавенчър“ съвместно с тежкия крайцер Berwick, лекия крайцер Dunedin и самолетоносача Furious участват в боя при нос Финистре с немския тежък крайцер „Адмирал Хипер“, отбивайки атаката на последния над конвоя. В течение на 26 декември крайцерът събира съдовете от конвоя, разбягали се по време на атаката. На 28 декември „Бонавенчър“ прихваща немския товаро-пътнически съд Baden (8204 брт) примерно на 325 морски мили североизточно от Понта Делгада (Азорски острови), в точката с координати 43°00′ с. ш. 23°50′ з. д. / 43° с. ш. 23.833333° з. д.. Немският съд плава от Тенерифе във Франция. Лошото време пречи да се плени кораба и „Бонавенчър“ го потопява с торпеда. На същия ден крайцерът оставя конвоя и заедно с четирите търговски съда се насочва към Средиземно море.

## В Средиземно море
На 6 януари 1941 г. „Бонавенчър“ съвместно с разрушителите Hasty, Hero, Hereward и Jaguar влиза в състава на Съединение F, което е предназначено за прикритие на съдовете в пролива Скерки (Skerki). На 7 януари към конвоя се присъединява Съединение H, съставящо допълнително съпровождение (операция Excess). На 9 януари корабите са подложени на въздушни атаки от италиански бомбардировачи, три от които са свалени. Слет това, в утрото на 10 януари, „Бонавенчър“ съвместно с разрушителя Hereward участва в боя с два италиански миноносеца, един от които, Circe, е повреден, а втория, Vega – потопен. Крайцерът получава незначителни повърхностни повреди и 2 члена на екипажа са убити. След боя „Бонавенчър“ съпровожда повредения от мина разрушител Gallant, плаващ на буксир с разрушителя Mohawk. На 11 януари крайцерът пристига в Малта и се присъединява към 15-та ескадра крайцери на Средиземноморския флот. На 14 януари съвместно с крайцера Perth и Orion и разрушителя Jaguar той отплава за Александрия.
През февруари крайцерът е пребазиран в залива Суда, на Крит, съвместно с корабите от своята ескадра.
На 24 февруари „Бонавенчър“ съвместно с крайцера Gloucester, разрушителите Hereward и Decoy съпровождат въоръжения десантен съд Rosaura, използван за прехвърляне на войски. Корабите участват в операции Abstention – десант на подразделения на британските командоси на остров Кастелоризо (Мейисти) в Егейско море. Операцията е отменена.
На 27 февруари „Бонавенчър“ с крайцера Perth и разрушителите Hasty и Jaguar отново съпровожда Rosaura в хода на повторния опит за десант на Кастелоризо. На 28 февруари крайцера патрулира северно от Кастелоризо, по време на десанта, който завършва катастрофално.
На 1 март „Бонавенчър“ е преведен в 3-та ескадра крайцери.
На 6 март „Бонавенчър“ съвместно с крайцерите Gloucester и York води конвоя „AG-1“ в Пирея. На 9 март кораба се връща в Александрия.
На 21 март от залива Суда крайцера се присъединява към съпровождането на малтийския конвой „MW-6“. През същия ден, в 12:25 в района на острова Хавдос крайцерът е атакуван от 2 Ju.88 от състава на 4./LG1. Крайцера не само успешно се уклонява от хвърлените бомби, но и сваля един от атакуващите самолети, на лейтенант Фридрих-Вилхелм цур Ниден (Friedrich-Wilhelm zur Nieden). На 23 март, още в Малта, крайцерът получава осколочни повреди по време на въздушните атаки над британските кораби на рейда Гранд Харбър. Крайцерът влиза за кратковременен ремонт в Малта, след който се връща в Александрия в състава на ескадрата за съпровождение на конвоите за Гърция (операция Lustre).

## Гибел
Още на 30 март „Бонавенчър“ съвместно с разрушителите Hereward, Griffin и австралийския Stuart плава като охранение на войсковия конвой GA-8, от Гърция за Александрия. На прехода крайцера е подложен на неуспешна атака от италианската подводна лодка Dagabur. Обаче в нощта на 30 към 31 март южно от Крит, недалеч от Солум „Бонавенчър“ е атакуван от друга италианска подводница – Ambra, която от надводно положение изстрелва по крайцера две торпеда. „Бонавенчър“ получава торпедо в средната част на кораба по десния борд, след което крайцерът е уцелен или от второто торпедо или се взривяват котлите. Той потъва в точката с координати 33°20′ с. ш. 26°35′ и. д. / 33.333333° с. ш. 26.583333° и. д. в течение само на 6 минути. Заедно с кораба загиват 137 души, в т.ч. 17 офицера. 310 души са спасени от разрушителите Hereward и Stuart.

## Коментари
1. ↑  Всички данни са към момента на влизане в строй.
2. ↑  Берлинско време.
3. ↑  Според други данни лодката атакува конвоя след гибелта на крайцера.